# Akeman Street
Akeman Street era una strada romana in Britannia che univa Verulamium (l'odierna St. Albans) a Corinium (l'odierna Cirencester), congiungendo la Watling Street ad est con la Fosse Way ad ovest.
Questa strada passava per diversi villaggi, tra cui Hemel Hempstead, Berkhamsted, Tring, Aylesbury e Bicester, prima di cambiare direzione verso sud-ovest, passando per Woodstock e Witney, e poi verso il nord, puntando su Cirencester.

## Etimologia
Non è chiara l'origine del nome. Il termine "Akeman" potrebbe derivare probabilmente dall'inglese medievale "oak-man", lett. "uomo-quercia" (che all'epoca si scriveva appunto "Ake-man"), forse in riferimento ai boschi che si trovavano in quelle zone e che la strada per lunghi tratti li attraversava.
Un'altra ipotesi accomuna invece "Akeman" ad "Acemannesceastre", da "Acemannes" (il nome dato dagli anglo-sassoni alla città di Bath, deformazione di quello latino che era Aquae Sulis) e "Ceastre" (deformazione di castra, divenuto poi "Chester", suffisso che si trova in molte città inglesi moderne). Tuttavia, non è chiaro l'accostamento tra questa città e la strada che non vi passa.

## Storia
Molto probabilmente la copertura in pietra apparve soltanto con l'arrivo dell'imperatore Adriano nell'isola. Egli infatti, oltre a erigere il vallo di Adriano, una colossale opera di difesa, rafforzò la romanizzazione, diffondendo le prime opere teatrali, ordinando la costruzione di teatri, e portando lusso e ricchezze per tutti i cittadini delle città più grandi: sorsero così le terme anche in Britannia. L'isola per un secolo era sempre stata molto distaccata dall'impero, con pochissimi insediamenti romani concreti e rilevanti: basti pensare che prima del II secolo, o meglio prima dell'arrivo di Adriano, le uniche strutture in pietra si potevano vedere solo a Londinium. Quindi lo sviluppo urbanistico delle città romane britanniche ed il conseguente sviluppo delle strade, coincide con l'arrivo di Adriano. La strada venne lastricata in parecchi punti ed il precedente tracciato venne ampliato affinché corrispondesse alla larghezza "standard" richiesta all'epoca.
Il percorso era per tutta la sua lunghezza, 78 kilometri, senza ostacoli come fiumi o colli.
Il vero problema era costituito dai boschi sparsi che erano fittissimi ed ogni volta che la strada ne attraversava uno, molto probabilmente si potevano correre maggiori rischi d'essere attaccati da banditi.
La strada "Akeman" venne sempre usata sia dai mercanti che dagli eserciti.
Molto probabilmente per quella strada passò sia Costanzo Cloro che andava a contrastare i rivoltosi Pitti, sia il figlio Costantino col suo esercito pretoriano, nel 306, in direzione di Eburacrum, l'attuale York, l'accampamento militare romano dove morì un imperatore e dove ne venne fatto subito un altro molto lontano da Roma.
Con le invasioni e l'abbandono dell'isola da parte dei romani, le strade da loro lasciate furono utilizzate al massimo dai popoli che unificarono subito dopo l'isola.
Si pensa che Artù, supponendo sia stato ex cavaliere romano, abbia guidato un esercito dopo l'abbandono di Roma, per contrastare i popoli più nord quali gli Scoti, ed abbia utilizzato per i grandi spostamenti di ingenti truppe, proprio le strade romane.
Logicamente in seguito agli ultimi passaggi di soldati nel VI secolo, nessuno passò più lì e lentamente le natura ed i boschi si ripresero il terreno perduto nascondendo ogni traccia di un passato glorioso.

## Omologie
Il nome Akeman Street è anche quello della strada romana che va da Ermine Street, poco distante da Cambridge (la latina Durolipons, dove si incrociava con la strada romana britannica ben più famosa, la Via Devana.
Nella parte nord di Cambridge, la strada esiste ancora nei tratti tra Stretton Way, Carlton Way, e Mere Way, proseguendo verso nord-est verso Landbeach, prima di congiungersi all'odierna A10 verso Ely.
Quindi, raggiunge Denver e la costa del Brancaster.
In questi tratti, prima della costa, sono stati effettuati alcuni scavi che hanno evidenziato un grosso sedimento naturale sopra l'antico tracciato a significare che la vegetazione aveva nascosto ogni traccia in breve tempo.

## Curiosità
- Una parte della Akeman Street romana è usata ancora oggi, tra Londra e Bicester, come parte dell'arteria A41.